# Antic Hotel Ristol
L'Antic Hotel Ristol és una obra de Tona (Osona) protegida com a Bé Cultural d'Interès Local.

## Descripció
Es tracta d'un antic hotel situat a l'entrada de Tona. És un edifici de planta rectangular que fa cantonada i té tres pisos. La coberta és a dos aiguavessos. La part que dona al xamfrà té un afegit de teula àrab que crea un ràfec específic per aquest espai. Conta també de més obertures al tercer pis; com una espècie de galeria amb obertures d'arc de mig punt.
La façana està arrebossada i destaca el sòcol de pedra.